# Russell Kirk
Russell Kirk (ur. 19 października 1918 w Plymouth, zm. 29 kwietnia 1994 w Mecosta w stanie Michigan) – amerykański teoretyk polityki, historyk, krytyk społeczny i literacki, pisarz fantastyki.
Kirk miał znaczący wpływ na XX-wieczny amerykański konserwatyzm, szczególnie jego książka z 1953: The Conservative Mind była inspiracją dla powojennego ruchu konserwatywnego opartego na anglosaskiej tradycji, ze szczególnym uwzględnieniem filozofii Edmunda Burka. Kirk był również uważany za głównego zwolennika tradycyjnego konserwatyzmu.

## Poglądy
Główne idee Kirka, które promuje w swoich pracach to:
- Wiara w transcendentny porządek, który można odnaleźć w tradycji, objawieniu albo prawie naturalnym.
- Przekonanie o tym, że w społeczeństwie potrzebne są obowiązki i różnorodność.
- Uznanie bliskiego związku własności i wolności.
- Przyznawanie wartości zwyczajom i konwenansom.
- Przeświadczenie, że wszelkie zmiany i innowacje muszą być powiązane z istniejącymi tradycjami i, co pociąga za sobą poszanowanie politycznej ostrożności.

## Publikacje
- John Randolph of Roanoke: A Study in American Politics (1951)
- The Conservative Mind: From Burke to Eliot (1953)
- Prospects for Conservatives (1954)
- Academic Freedom: An Essay in Definition (1955)
- Beyond the Dreams of Avarice: Essays of a Social Critic (1956)
- The American Cause (1957)
- The Library of Conservative Thought 30 Vols. Editor (1963-1993)
- Confessions of a Bohemian Tory (1963)
- The Political Principles of Robert A. Taft (1967) With James McClellan
- Edmund Burke: A Genius Reconsidered (1967)
- Enemies of the Permanent Things: Observations of Abnormality in Literature and Politics (1969)
- Eliot and His Age: T.S. Eliot’s Moral Imagination in the Twentieth Century (1971)
- The Roots of American Order (1974)
- Russell Kirk: A Bibliography (1981)
- The Portable Conservative Reader (1982)
- The Wise Men Know What Wicked Things are Written on the Sky (1987)
- Economics: Work and Prosperity (1988)
- America’s British Culture (1993)
- The Politics of Prudence (1993)
- The Sword of Imagination: Memoirs of a Half-Century of Literary Conflict (1995)
- Redeeming the Time (1996)
- Rights and Duties: Reflections on Our Conservative Constitution (1997)
- The Essential Russell Kirk (2007)
- Old House of Fear (1961)
- The Surly Sullen Bell: Ten Stories and Sketches, Uncanny or Uncomfortable (1962)
- A Creature of the Twilight: His Memorials (1966)
- The Princess of All Lands (1979)
- Lord of the Hollow Dark (1979)
- Watchers at the Straight Gate (1984)
- Off the Sand Road: Ghost Stories, Volume One (2002)
- What Shadows We Pursue: Ghost Stories, Volume Two (2003)

- Ancestral Shadows: An Anthology of Ghostly Tales (2004)

### Publikacja w języku polskim
- Przyszłość konserwatyzmu, tłum. Borys Walczyna, Arwil i Fundacja Niepodległości, Warszawa 2005